# 11. jaktflygdivisionen
11. jaktflygdivisionen även känd som Adam Röd var en jaktflygdivision inom svenska flygvapnet som verkade i olika former åren 1936–1976. Divisionen var baserad på Västerås flygplats öster om Västerås.

## Historik
Adam Röd var 1. divisionen vid Västmanlands flygflottilj (F 1), eller 11. jaktflygdivisionen inom Flygvapnet, och bildades 1936. Divisionen bildades som en "lätt bombflygdivision", men kom 1949 att omorganiseras och ombeväpnades till en jaktflygdivision. Från slutet av 1960-talet präglades Flygvapnet av ekonomiska besparingar föranledda av Viggenprojektet. Detta fick CFV Lage Thunberg att år 1967 vakantsätta åtta flygdivisioner inom Flygvapnet. De ekonomiska besparingarna inom Flygvapnet fortsatte dock under hela 1970-talet, vilket ledde till att Adam Röd upplöstes den 30 juni 1976.

## Materiel vid förbandet
| Bombflygplan - 1937–1945: B 3 Junkers Ju 86 - 1935–1938: B 4 Hawker Hart - 1944–1946: B 18A - 1946–1949: B 18B | Jaktflygplan - 1948–1953: J 30 Mosquito MK 19 - 1953–1960: J 33 Venom MK 51 - 1959–1967: J 32B Lansen - 1966–1976: J 35D-2/F-2 Draken |

## Förbandschefer
Divisionschefer vid 11. jaktflygdivisionen (Adam Röd) åren 1936–1982.
- 1936–1976: ???

## Anropssignal, beteckning och förläggningsort
| Adam Röd | 1936-??-?? | – | 1976-06-30 |

| 11. lättabombflygdivisionen | 1936-??-?? | – | 1948-??-?? |
| 11. jaktflygdivisionen      | 1949-??-?? | – | 1976-06-30 |

| Västerås flygplats (F) | 1936-??-?? | – | 1976-06-30 |